# Detecció precoç del càncer de mama

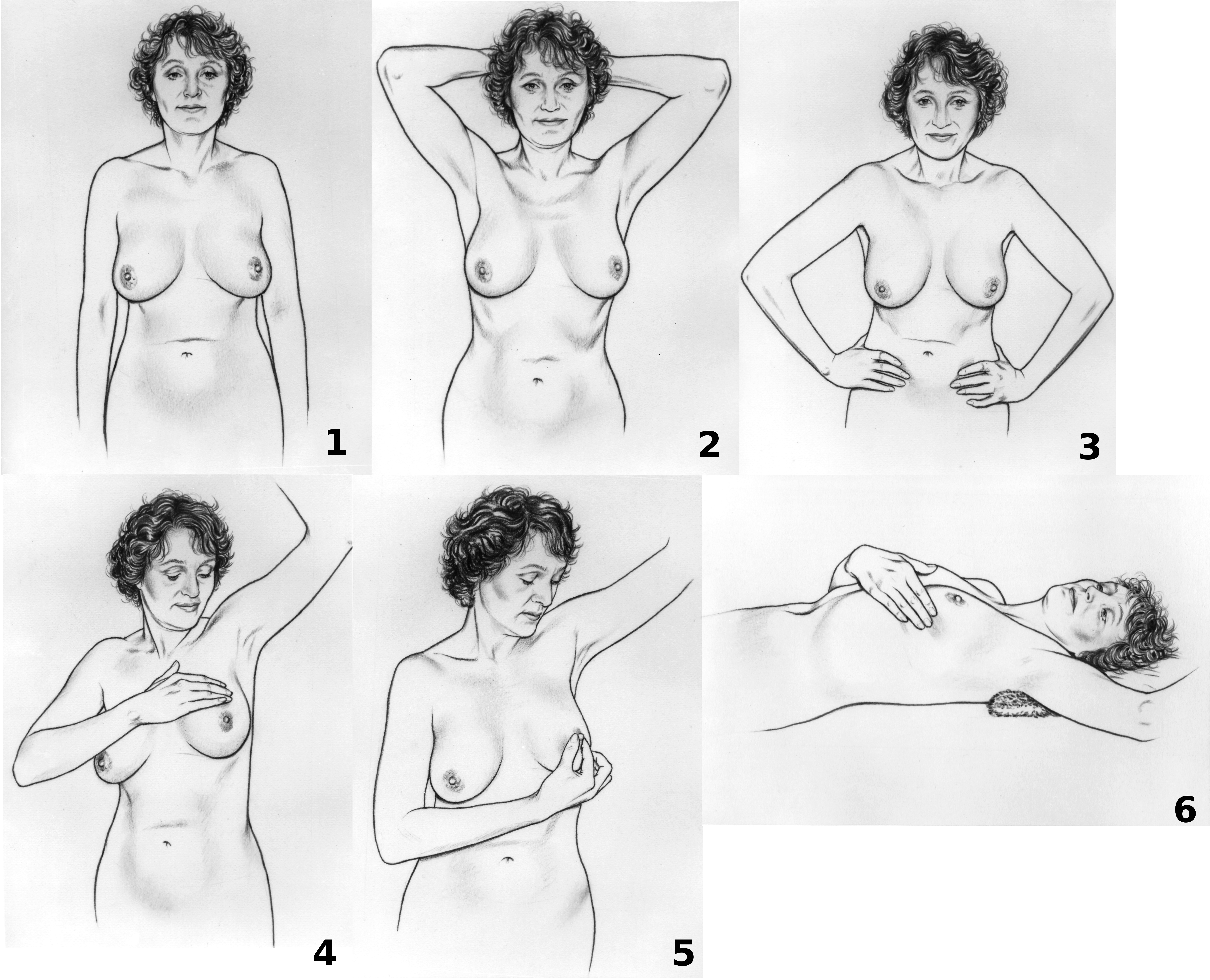
Un exemple pictòric d'autoexploració mamària en sis passos.1-3: Inspecció del pit amb els braços penjats al costat del cos, darrere del cap i del costat.4: Palpació de la mama.5: Palpació del mugró.6: Palpació de la mama mentre s'està estirada.

La detecció precoç del càncer de mama és la detecció mèdica de les dones asimptomàtiques i aparentment sanes per detectar càncer de mama amb l'objectiu d'aconseguir un diagnòstic precoç. Es parteix de la premissa que la detecció precoç millorarà els resultats. S'han utilitzat una sèrie de tests de detecció, com ara exàmens clínics i autoexàmens de les mames, mamografies, detecció genètica, ecografies i ressonància magnètica.
Un examen clínic o autoexploració mamària implica palpar les mames per detectar nòduls o altres anormalitats. No obstant això, les evidències mèdiques no responen el seu ús en dones amb un risc típic de càncer de mama.
La detecció universal amb mamografies és controvertida, ja que pot no reduir la mortalitat general i pot causar danys a través de tractaments i procediments mèdics innecessaris. Moltes organitzacions nacionals la recomanen per a la majoria de dones grans. El Grup de Treball de Serveis Preventius dels Estats Units recomana les mamografies de detecció en dones amb risc normal de càncer de mama, cada dos anys entre les edats de 50 i 74 anys. Altres posicions van des de no fer detecció fins a començar a l'edat de 40 anys i fer-la anualment. Hi ha diverses eines disponibles per ajudar a dirigir la detecció de càncer de mama a les dones grans amb vides més llargues. Es poden realitzar estudis d'imatge similars amb ressonància magnètica, però hi ha poca evidència.
Es recomana una detecció més precoç, més agressiva i més freqüent per a les dones amb un risc particularment alt de desenvolupar càncer de mama, com ara aquelles amb una mutació BRCA confirmada, aquelles que han tingut càncer de mama anteriorment i aquelles amb una forta història familiar de càncer de mama i ovari. Les troballes anormals en la detecció s'investiguen més a fons extirpant quirúrgicament una peça dels nòduls sospitosos (biòpsia) per examinar-los al microscopi. Es pot utilitzar l'ecografia per guiar l'agulla de la biòpsia durant el procediment. La ressonància magnètica s'empra per guiar el tractament, però no és un mètode establert de detecció per a les dones sanes.
A Catalunya, aquest tipus de proves està coordinat per l'Institut Català d'Oncologia (ICO). Les dones redidents a Catalunya, en arribar als 50 anys, reben una carta o un SMS amb una invitació per fer-se la prova.